# Fernando Sacristán Ruano
Fernando Sacristán Ruano 30 de octubre de 1951, es un piloto de caza y ataque, y de transporte del Ejército del Aire de España, teniente general, Jefe del Mando del Apoyo Logístico del Ejército del Aire
Ha estado destinado en el Ala número 14, en el Cuartel General del Mando Aéreo del Centro, en la Subdirección General de Personal Militar, en la Agregaduría de Defensa en Roma y en el Estado Mayor del Ejército del Aire.
En junio de 2000 fue nombrado jefe de la Escuela de Técnicas de Mando, Control y Telecomunicaciones y, posteriormente, jefe de la División de Logística del Estado Mayor del Ejército del Aire. Fue jefe de la Representación Española en el Cuartel General del Centro de Coordinación de la Coalición con el USCENTCOM en Tampa (Estados Unidos), y jefe de Servicios Técnicos y de Sistemas de Información y telecomunicaciones. Desde 2008 era jefe del Estado Mayor del Mando Aéreo de Combate hasta que en enero de 2011 fue ascendido a teniente general y Jefe del Mando del Apoyo Logístico del Ejército del Aire.